# Ringer-Weltmeisterschaften 2002
Die Ringer-Weltmeisterschaften 2002 fanden nach Stilart und Geschlechtern getrennt an unterschiedlichen Orten statt. Die Ringer wurden zum ersten Mal bei Weltmeisterschaften in jeweils sieben Gewichtsklassen unterteilt.

## Griechisch-römisch
Die Wettkämpfe im griechisch-römischen Stil fanden vom 20. bis zum 22. September 2002 in Moskau statt. Bester deutscher Ringer wurde Konstantin Schneider mit einem siebten Rang in der Gewichtsklasse –74 kg. Die Deutschen Mirko Englich als Achter in der Gewichtsklasse –96 kg und Nico Schmidt mit dem 10. Platz in der Gewichtsklasse –130 kg kamen ebenfalls unter die besten Zehn.

### Medaillengewinner
| Klasse  | Gold                  | Silber                   | Bronze                   |
| ------- | --------------------- | ------------------------ | ------------------------ |
| -55 kg  | Geidar Mamedalijew    | Nepes Gukulow            | Hassan Rangraz           |
| -60 kg  | Armen Nasarjan        | Włodzimierz Zawadzki     | Roberto Monzón           |
| -66 kg  | Jimmy Samuelsson      | Fərid Mansurov           | Manuchar Kwirkwelia      |
| -74 kg  | Warteres Samurgaschew | Badri Chassaia           | Filiberto Ascuy Aguilera |
| -84 kg  | Ara Abrahamian        | Alexander Menschtschikow | Mohamad Abd El Fatah     |
| -96 kg  | Mehmet Özal           | Karam Ibrahim            | Ali Mollow               |
| -120 kg | Dremiel Byers         | Mihály Deák Bárdos       | Juri Patrikejew          |

### Medaillenspiegel
| Rang | Land               | Gold | Silber | Bronze |
| ---- | ------------------ | ---- | ------ | ------ |
| 1    | Russland           | 2    | 1      | 1      |
| 2    | Schweden           | 2    | 0      | 0      |
| 3    | Bulgarien          | 1    | 0      | 1      |
| 4    | Türkei             | 1    | 0      | 0      |
|      | Vereinigte Staaten | 1    | 0      | 0      |
| 6    | Ägypten            | 0    | 1      | 1      |
|      | Georgien           | 0    | 1      | 1      |
| 8    | Aserbaidschan      | 0    | 1      | 0      |
|      | Polen              | 0    | 1      | 0      |
|      | Turkmenistan       | 0    | 1      | 0      |
|      | Ungarn             | 0    | 1      | 0      |
| 12   | Kuba               | 0    | 0      | 2      |
| 13   | Iran               | 0    | 0      | 1      |

## Freistil
Die Wettkämpfe im freien Stil fanden vom 5. bis zum 7. September 2002 in Teheran statt. Beste Deutsche wurden Engin Ürün als Vierter in der Gewichtsklasse –66 kg, Daniel Wilde in der Gewichtsklasse –60 kg und Markus Hamann in der Gewichtsklasse –120 kg als jeweils Siebte, André Backhaus mit Rang 8 in der Gewichtsklasse –84 kg und Alexander Leipold mit Platz 10 in der Gewichtsklasse –74 kg. Für die Schweiz platzierten sich Rolf Scherrer als Achter in der Gewichtsklasse –96 kg und Robert Eggertswyler auf Rang 10 in der Gewichtsklasse –84 kg unter den besten Zehn.

### Medaillengewinner
| Klasse  | Gold                     | Silber                    | Bronze             |
| ------- | ------------------------ | ------------------------- | ------------------ |
| -55 kg  | René Montero             | Namiq Abdullayev          | Oleksandr Sacharuk |
| -60 kg  | Aram Margarjan           | Ojuunbilegiin Pürewbaatar | Mohammad Talaee    |
| -66 kg  | Elbrus Tedejew           | Alireza Dabir             | Saur Botajew       |
| -74 kg  | Mehdi Hajizadeh Jouibari | Magomed Issagadschijew    | Wolodymyr Syrotyn  |
| -84 kg  | Adam Saitijew            | Yoel Romero Palacio       | Majid Khodaee      |
| -96 kg  | Eldari Luka Kurtanidse   | Alireza Heidari           | Wadym Tassoew      |
| -120 kg | David Musuľbes           | Alexis Rodríguez Valera   | Aydın Polatçı      |

### Medaillenspiegel
| Rang | Land          | Gold | Silber | Bronze |
| ---- | ------------- | ---- | ------ | ------ |
| 1    | Russland      | 2    | 1      | 1      |
| 2    | Iran          | 1    | 2      | 2      |
| 3    | Kuba          | 1    | 2      | 0      |
| 4    | Ukraine       | 1    | 0      | 3      |
| 5    | Armenien      | 1    | 0      | 0      |
|      | Georgien      | 1    | 0      | 0      |
| 7    | Aserbaidschan | 0    | 1      | 0      |
|      | Mongolei      | 0    | 1      | 0      |
| 9    | Türkei        | 0    | 0      | 1      |

## Frauen
Die Wettkämpfe der Frauen fanden vom 2. bis zum 3. November 2002 in Chalkida statt. Neben der Titelgewinnerin Brigitte Wagner kamen die Deutschen Christina Örtli als Fünfte in der Gewichtsklasse -59 kg, Annika Örtli mit Platz 6 in der Gewichtsklasse -67 kg, Stéphanie Groß als Siebte in der Gewichtsklasse -63 kg und Anita Schätzle mit Rang 10 in der Gewichtsklasse -72 kg unter die besten Zehn. Nikola Hartmann-Dünser war mit Platz 6 in der Gewichtsklasse -63 kg erfolgreichste Österreicherin. Beste Schweizerin wurde Nadine Tokar als Neuntplatzierte in der Gewichtsklasse -55 kg.

### Medaillengewinner
| Klasse | Gold                 | Silber              | Bronze              |
| ------ | -------------------- | ------------------- | ------------------- |
| -48 kg | Brigitte Wagner      | Inga Karamtschakowa | Ida Hellström       |
| -51 kg | Sofia Poumpouridou   | Chiharu Ichō        | Natalja Golz        |
| -55 kg | Saori Yoshida        | Tina George         | Ida-Theres Karlsson |
| -59 kg | Aljona Kartaschowa   | Lotta Andersson     | Mabel Fonseca       |
| -63 kg | Kaori Ichō           | Sara Eriksson       | Lene Aanes          |
| -67 kg | Kateryna Burmistrowa | Lise Legrand        | Kristie Marano      |
| -72 kg | Kyōko Hamaguchi      | Wang Xu             | Edyta Witkowska     |

### Medaillenspiegel
| Rang | Land                | Gold | Silber | Bronze |
| ---- | ------------------- | ---- | ------ | ------ |
| 1    | Japan               | 3    | 1      | 0      |
| 2    | Russland            | 1    | 1      | 1      |
| 3    | Deutschland         | 1    | 0      | 0      |
|      | Griechenland        | 1    | 0      | 0      |
|      | Ukraine             | 1    | 0      | 0      |
| 6    | Schweden            | 0    | 2      | 2      |
| 7    | Frankreich          | 0    | 1      | 1      |
|      | Vereinigte Staaten  | 0    | 1      | 1      |
| 9    | Volksrepublik China | 0    | 1      | 0      |
| 10   | Norwegen            | 0    | 0      | 1      |
|      | Puerto Rico         | 0    | 0      | 1      |